# Brachystelma schoenlandianum
Brachystelma schoenlandianum är en oleanderväxtart som beskrevs av Rudolf Schlechter. Brachystelma schoenlandianum ingår i släktet Brachystelma och familjen oleanderväxter. Inga underarter finns listade i Catalogue of Life.